# Прилипко Яків Павлович
Яків Прилипко (19 серпня 1925, Прохорівка – 14 червня 1978, Київ) – український історик, етнолог, археолог, перекладач. Кандидат історичних наук (1962).

## Життєпис
Народився в с. Прохорівка (нині село Канівського району Черкаської обл.) в сім'ї священика. Брав участь у Другій світовій війні. 
1945–50 працював у Чернівецькому історико-краєзнавчому музеї (нині Чернівецький краєзнавчий музей), брав участь в археологічних та етнографічних експедиціях музею; одночасно навчався на історичному факультеті Київського університету, який закінчив 1949. 
1950–51 працював в Інституті археології АН УРСР на посаді молодшого наукового співробітника. 
1957–61 – аспірант Інституту мистецтвознавства, фольклору та етнографії АН УРСР, із 1960 – на посаді молодшого наукового співробітника відділу етнографії цього інституту. Захистив кандидатську дисертацію на тему: "Спільні риси в одязі болгар і східних слов'ян ХІХ – початку ХХ ст." (Москва, 1962). 
Із 1965 – старший науковий співробітник відділу етнографії Інституту мистецтвознавства, фольклору та етнографії АН УРСР.
1973 під час масового погрому української науки комуністичним режимом звільнений з Інституту мистецтвознавства, фольклору та етнографії АН УРСР, комуністи порушили справу про зняття наукового ступеня кандидата історичних наук, але вчена рада Московського університету, де він захищався, вважала неможливим на підставі діючої Інструкції ВАК при РМ СРСР позбавити його вченого ступеня. 
Із 1974 працював в Археографічній комісії АН УРСР. 
1974–76 брав участь в археологічних експедиціях; розробив метод реконструкції давнього одягу.
Помер у м. Київ.

## Праці
- З народного одягу Чернівецької області. В кн.: Народна творчість та етнографія, 1960, кн.1
- Етнокультурні зв´язки болгар і східних слов´ян (на матеріалі одягу). К., 1964
- Українське радянське карпатознавство. В кн.: Бібліографія праць з етнографії, фольклору та народного мистецтва. К., 1972
- Опыт реконструкции скифского костюма на материалах погребения скифянки из Вишневой могилы. В кн.: Курганы Степной Скифии: Сборник научных трудов. К., 1991.